# Port lotniczy Wrocław-Strachowice
Port lotniczy Wrocław im. Mikołaja Kopernika (oficjalna nazwa angielska: Copernicus Airport Wrocław, kod IATA: WRO, kod ICAO: EPWR) – międzynarodowy port lotniczy położony na terenie miasta Wrocławia, w odległości ok. 10 km na zachód od jego centrum, na osiedlu Strachowice. Lotnisko posiada jedną asfaltową drogę startową na kierunku 11/29 o wymiarach 2503 × 45 m, jeden międzynarodowy terminal pasażerski, jeden terminal lotnictwa ogólnego i jeden terminal cargo. Lotnisko wyposażone jest system ILS drugiej kategorii. Jednocześnie może obsłużyć 16 samolotów.
Pod względem liczby odprawianych pasażerów jest to obecnie 4. polski regionalny port lotniczy, także pod względem liczby operacji lotniczych znajduje się na 4. miejscu.
Wrocławski port lotniczy jest obecnie obsługiwany przez 10 regularnych linii lotniczych. W okresie letnim obsługuje szereg połączeń czarterowych.

## Historia
Lotnisko zostało zbudowane w 1938 w Strachowicach (dawniej niem. Schöngarten) na potrzeby wojska niemieckiego jako Flughafen Breslau-Schöngarten, po wojnie przejęte na krótko przez Armię Radziecką. Od czerwca 1945 obsługuje także loty cywilne. Przez lata 1946–1958 Strachowice obsługiwały niemal wyłącznie lotnictwo wojskowe (regularne loty cywilne w tym okresie przeniesiono wówczas na trawiaste lotnisko na Gądowie Małym); w tym czasie, w latach 1952–1953 wydłużono betonową drogę startową. Od 1958 ponownie włączono lotnisko w Strachowicach w sieć stałych połączeń krajowych Polskich Linii Lotniczych. Loty odbywały się do Warszawy, Łodzi, Poznania, Katowic, Krakowa, Rzeszowa, Gdańska, Szczecina i Koszalina (Lądowisko Koszalin-Zegrze Pomorskie).
Do chwili jej rozformowania (30 czerwca 2010) z głównej drogi startowej lotniska oraz z jego części trawiastej korzystała również 3 Baza Lotnicza, a obecnie korzysta 8 Baza Lotnictwa Transportowego oraz 31 Batalion Radiotechniczny, którego kompleks koszarowy przylega do lotniska.
Od stycznia 1992 działa pod zarządem spółki Port Lotniczy Wrocław S.A. Pierwsze zagraniczne połączenia uruchomiono w 1993 z Frankfurtem nad Menem, następnie z Düsseldorfem, a w 1998 z Wiedniem i Kopenhagą.
6 grudnia 2005 nadano portowi imię Mikołaja Kopernika, który w latach 1503–1538 był scholastykiem wrocławskiej Kolegiaty Świętego Krzyża i św. Bartłomieja.
W 2007 po raz pierwszy, jako piąty polski port lotniczy po lotniskach w Warszawie, Krakowie, Katowicach i Gdańsku przekroczył próg obsługi 1 mln pasażerów rocznie, obsługując 1 270 825 osób, a w 2014 jako piąty polski port lotniczy przekroczył próg obsługi 2 mln pasażerów rocznie.
12 marca 2010 bazę operacyjną uruchomiła linia lotnicza Wizz Air.
28 marca 2012 na lotnisku powstała pierwsza w Polsce i 47. europejska baza operacyjna linii lotniczych Ryanair.
Od 2014 do marca 2015 na lotnisku we Wrocławiu istniała baza linii EuroLot.
W maju 2014 na terenie lotniska uruchomiono bazę HEMS (Helicopter Emergency Medical Service) dla LPR.
W maju 2015 Ryanair podjął decyzję o budowie na wrocławskim lotnisku bazy technicznej i zarejestrowaniu spółki „Wroclaw Aircraft Maintenance Services” (WAMS).

Oficjalne logo lotniska we Wrocławiu

28 kwietnia 2016 zwężono drogę startową z 58 do 45 m, jednocześnie uruchamiając system ILS kategorii II na kierunku 29.
Czytelnicy „Business Traveller Poland” w głosowaniu na „Bussines Traveller Award” uznali port lotniczy we Wrocławiu najlepszym regionalnym lotniskiem w 2013, 2014, 2015 i 2016 oraz drugim najlepszym lotniskiem w Polsce w 2014.
Port Lotniczy Wrocław znalazł się w elitarnym gronie najlepszych lotnisk w Europie w 2016, zajmując 23. miejsce, a wśród lotnisk regionalnych miejsce 3.
Według danych zebranych pomiędzy 1 czerwca a 31 sierpnia 2019 r. wskaźnik punktualności wrocławskiego lotniska wynosił 86%, co uplasowało ten port na najlepszej pozycji spośród dziewięciu sklasyfikowanych polskich lotnisk (najgorsze wyniki – 65, 71 i 74 procent – uzyskały lotniska w Warszawie, Łodzi i Modlinie).

### Terminal główny T2

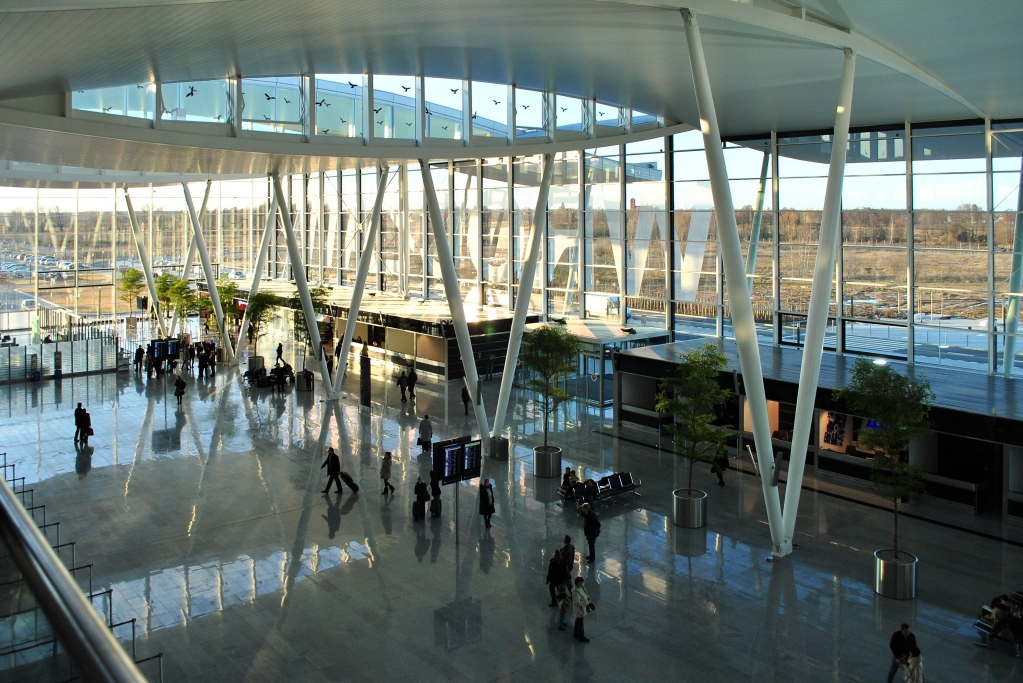
Hala strefy ogólnodostępnej w terminalu głównym

24 lipca 2009 podpisano umowę z firmą Hochtief na budowę drugiego terminala. Po jego uruchomieniu w 2012 przepustowość lotniska zwiększyła się do 3,2 mln pasażerów rocznie. Przy terminalu zbudowana została także nowa płyta postojowa, która ma powierzchnię ponad 60 000 m² i 15 stanowisk dla samolotów pasażerskich.
11 czerwca 2010 lotnisko otrzymało 464,5 ha gruntu, a w następnych miesiącach kolejne 237 ha na dalsze inwestowanie w infrastrukturę obiektu.
Nowy terminal lotniczy został oddany do użytku 11 marca 2012. Jego budowa składała się z dwóch zadań, budowy nowego terminala oraz budowy i rozbudowy płaszczyzn lotniskowych. Nowy budynek posiada jedną z największych kubatur w Polsce – 330 429,81 m³ oraz 60 000 m² powierzchni utwardzonej (drogi dojazdowe, place, parkingi), na 4 poziomach (w tym jednym podziemnym) znajduje się:
- 8 stanowisk kontroli bezpieczeństwa
- 22 stanowiska odprawy biletowo-bagażowej
- sale konferencyjne
- kaplica
- system monitoringu, który składa się z 400 kamer, 3 stanowisk kontroli wyposażonych w 24 monitory 36-calowe[14].

Terminal został zaprojektowany zgodnie ze standardem „C” IATA. Wykonawcą była firma Hochtief Polska. Wartość projektu to 300 mln złotych.
Od wiosny 2018 podróżni mają do dyspozycji 4000 miejsc postojowych na parkingach krótkoterminowych A, B, C; godzinowym G; długoterminowym D oraz parkingu VIP.
Terminal został tak zaprojektowany, że jego rozbudowa będzie możliwa do przeprowadzenia w taki sposób, żeby nie przerywać działalności istniejącego obiektu. Po osiągnięciu 3,2 mln pasażerów rocznie terminal zostanie przebudowany w środku, co zwiększy przepustowość do 5–6 mln pasażerów, a w kolejnych latach, jeśli zajdzie taka potrzeba, terminal może być rozbudowany do przepustowości 8–10 mln pasażerów.

### Terminal general aviation T1

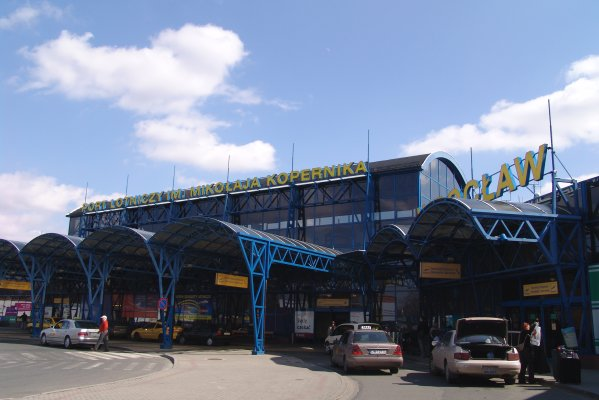
Terminal lotnictwa ogólnego (General Aviation)

Od czasu otwarcia nowego terminalu, stary terminal pełni rolę terminalu dla lotnictwa ogólnego. Znajdują się w nim także: szkoła pilotów, sklep dla pilotów, biura linii lotniczych oraz wypożyczalnia samochodów.

## Rozbudowa lotniska
10 października 2024 podpisana została umowa pomiędzy inwestorem, a wykonawcą (firma Strabag) w sprawie I etapu rozbudowy wrocławskiego lotniska. Rozbudowa ma kosztować 376 milionów złotych (unijne dofinansowanie wynosi 175 mln zł). Jednym z głównych powodów rozbudowy jest rosnący trend na latanie samolotami z lotniska im. Mikołaja Kopernika oraz posiadanie baz wojskowego lotnictwa Polski i Stanów Zjednoczonych. Inwestycja podzielona jest na 2 etapy.
Pierwszy etap obejmuje:
- budowę nowej płyty postojowej na 12 samolotów pasażerskich
- nową płyta do odladzania
- budowę drogi kołowania o długości 2,5 kilometra
- nową drogę zjazdową z pasa startowego
- remont dróg kołowania

Po zakończeniu prac lotnisko będzie mogło mieścić jednocześnie 28 samolotów (12 samolotów więcej niż jest to aktualnie). Ma to zwiększyć prawie dwukrotnie przepustowość startów i lądowań. Koniec prac I etapu jest planowany na grudzień 2026.
Drugi etap obejmuje rozbudowę terminala i parkingów.
II plan jeszcze nie posiada wykonawcy.
Z powodu prac wrocławskie lotnisko będzie musiało być zamknięte od 26 października do 4 grudnia 2025. W tych dniach nie będzie możliwości zakupienia lotów z oraz do Wrocławskiego lotniska.

## Główna Baza Operacyjna Sił Zbrojnych USA
W związku z istnieniem w pobliżu (Bolesławiec, Świętoszów, Żagań) garnizonów NATO, w których w ramach operacji Atlantic Resolve od stycznia 2017 stacjonują wojska USA, wrocławskie lotnisko bardzo często jest wykorzystywane przez samoloty transportowe US Air Force. 23 września 2019 w Nowym Jorku prezydenci USA (Donald Trump) i Polski (Andrzej Duda) podpisali deklarację na temat pogłębiania współpracy obronnej (Poland – United States Enhanced Defense Cooperation Agreement), w której Port Lotniczy Wrocław wskazano jako siedzibę lotniczej bazy transportowej US Air Force. Rejonowy Zarząd Infrastruktury z Wrocławia w lipcu 2020 ogłosił przetarg na wykonanie dokumentacji przedprojektowej dotyczącej przygotowania infrastruktury dla Lotniczego Portu Debarkacyjnego (APOD) na lotnisku we Wrocławiu w ramach której powstać ma:
- płyta postojowa APOD (pojemność 4 x samolot C-5)
- drogi kołowania do płyty postojowej APOD
- płaszczyzna przeładunku materiałów niebezpiecznych, teren przeładunku lub przetrzymywania amunicji (możliwość wsparcia dla jednego samolotu C-5; w tym pojemność do 70 tysięcy funtów równoważnika materiałów wybuchowych)
- obiekty Portu Przeładunkowego (cargo i przeładunek materiałów)
- terminal pasażerski
- tymczasowe miejsce zakwaterowania (pojemność do 550 osób)
- bocznica kolejowa z torem dojazdowym od linii kolejowej nr 274
- modernizacja systemu ochrony antyterrorystycznej oraz ochrony obiektu – teren APOD
- stołówka (pojemność do 450 osób)
- obiekt sypialny i pralnia (pojemność do 450 osób)
- przychodnia medyczna i stomatologiczna
- centrum sportowe
- poczta
- obiekt administracyjny
- magazyn broni
- infrastruktura telekomunikacyjna
- warsztat remontowy pojazdów, parking

25 września 2020 podpisano umowę z firmą WLC Inżynierowie na kwotę 3 677 700 zł z terminem wykonania do 30 czerwca 2021.

## Połączenia do centrum Wrocławia
Pomiędzy lotniskiem a dworcem kolejowym Wrocław Główny kursują autobusy miejskie MPK Wrocław linii 106 (dzienny, przystanek przy ul. Dworcowej koło Silver Tower Center) oraz 206 (nocny, przystanki przy ulicy Suchej koło Wroclavii i przy ulicy Peronowej). Czas przejazdu od dworca na lotnisko wynosi 45 minut. Z ulicy Poświęckiej kursuje linia 129.
Lotnisko obsługują również korporacje taksówkowe, zarówno tradycyjne, jak i aplikacji mobilnych (m.in. Uber, Bolt).
Lotnisko oferuje 4000 miejsc parkingowych. Na lotnisku można wynająć samochód. Wypożyczalnie znajdują się zarówno w terminalu głównym, jak i w terminalu General Aviation. W pobliżu nowego terminalu znajduje się również stacja paliw Orlen drive-through.
Istnieje również ścieżka rowerowa, która prowadzi do lotniska.
W planie jest budowa linii kolejowej. Dotychczas zbudowany został tunel w podziemiach terminalu oraz wiadukt drogowy nad planowaną linią. Obecnie najbliższą stacją kolejową jest Wrocław Żerniki, którą z lotniskiem łączy autobus MPK nr 129 (przystanek Żernicka).

## Kierunki lotów i linie lotnicze

### Połączenia rozkładowe
| Linia lotnicza | Kierunek |
| -------------- | --- |
| Air Dolomiti   | 1. Frankfurt |
| KLM            | 1. Amsterdam |
| LOT            | 1. Seul-Inczon 2. Warszawa-Chopin |
| Lufthansa      | 1. Frankfurt 2. Monachium |
| Ryanair        | 1. Agadir 2. Alicante 3. Ateny 4. Beauvais 5. Bergamo 6. Bolonia 7. Bournemouth 8. Bristol 9. Dublin 10. East Midlands 11. Edynburg 12. Gdańsk 13. Glasgow 14. Leeds/Bradford 15. Liverpool 16. Londyn-Stansted 17. Malaga 18. Malta 19. Manchester 20. Marsylia 21. Neapol 22. Newcastle 23. Palma de Mallorca 24. Pafos 25. Palermo 26. Porto 27. Rzym-Fiumicino 28. Sandefjord-Torp 29. Sewilla (od 6 grudnia 2025) 30. Shannon 31. Sofia 32. Sztokholm-Arlanda 33. Treviso 34. Walencja Sezonowo: 1. Brindisi 2. Bruksela-Charleroi 3. Chania 4. Dubrownik 5. Girona 6. Korfu 7. Lamezia Terme 8. Lizbona 9. Londyn-Luton (od 5 grudnia 2025) 10. Pescara 11. Piza 12. Podgorica 13. Rijeka 14. Zadar |
| SAS            | 1. Kopenhaga |
| SWISS          | 1. Zurych |
| Wizz Air       | 1. Barcelona 2. Bari 3. Bazylea 4. Budapeszt 5. Bukareszt 6. Eindhoven 7. Kiszyniów 8. Kutaisi 9. Larnaka 10. Londyn-Gatwick 11. Londyn-Luton 12. Madryt 13. Malaga 14. Nicea Sezonowo: 1. Gran Canaria (od 5 grudnia 2025) 2. Katania (od 31 marca 2026) 3. Split 4. Tirana |

### Połączenia czarterowe
| Linia lotnicza | Kierunek |
| -------------- | --- |
| Buzz Air       | Czarter sezonowo: 1. Heraklion                                                                              |
| Enter Air      | Czarter: 1. Antalya 2. Dubaj 3. Hurghada 4. Salala Czarter sezonowo: 1. Enfidha 2. Fuerteventura 3. Mombasa |
| Smartwings     | Czarter: 1. Marsa Alam Czarter sezonowo: 1. Antalya 2. Tirana                                               |

## Statystyki ruchu

### Zestawienia roczne
Zobacz zapytanie i odniesienia źródłowe Wikidata o wartości.
| Rok  | Pasażerowie | Zmiana | Cargo (tony) | Operacje lotnicze |
| ---- | ----------- | ------ | ------------ | ----------------- |
| 1998 | 173 990     |        | 871          | 9468              |
| 1999 | 191 502     | +10%   | 628          | 10 333            |
| 2000 | 210 873     | +10%   | 2548         | 11 858            |
| 2001 | 247 537     | +17%   | 1172         | 12 476            |
| 2002 | 242 821     | -2%    | 1571         | 11 040            |
| 2003 | 284 334     | +17%   | 1183         | 12 395            |
| 2004 | 351 850     | +24%   | 946          | 18 509            |
| 2005 | 465 528     | +32%   | 1425         | 20 560            |
| 2006 | 865 933     | +86%   | 1357         | 25 002            |
| 2007 | 1 280 511   | +48%   | 1431         | 26 948            |
| 2008 | 1 486 442   | +16%   | 1105         | 31 739            |
| 2009 | 1 365 456   | -8%    | 1031         | 25 472            |
| 2010 | 1 654 439   | +21%   | 946          | 23 627            |
| 2011 | 1 657 472   | 0%     | 957          | 25 339            |
| 2012 | 1 996 552   | +20%   | 928          | 27 960            |
| 2013 | 1 920 179   | -4%    | 5138         | 24 960            |
| 2014 | 2 085 638   | +9%    | 5816         | 24 970            |
| 2015 | 2 320 015   | +11%   | 6729         | 24 510            |
| 2016 | 2 419 482   | +4%    | 9863         | 25 486            |
| 2017 | 2 855 026   | +18%   | 11 040       | 27 736            |
| 2018 | 3 347 553   | +17%   | 10 425       | 32 462            |
| 2019 | 3 548 089   | +6%    | 11 061       | 32 967            |
| 2020 | 1 007 323   | -72%   | 8823         | 15 512            |
| 2021 | 1 418 836   | +41%   | 11 211       | 18 812            |
| 2022 | 2 878 054   | +103%  | 11 124,8     | 27 825            |
| 2023 | 3 891 553   | +35%   | 10 413,05    | 32 360            |
| 2024 | 4 473 945   | +15%   | 12 290,02    | 37 963            |
| 2025 | 2 921 626   | +16%   |              |                   |

- Źródło: Przewozy pasażerów, cargo i operacji lotniczych 1998–2025: Strona internetowa portu[27]

### Statystyki pasażerów[28]
2025
| Miesiąc          | Styczeń | Luty    | Marzec  | Kwiecień | Maj     | Czerwiec | Lipiec  | Sierpień | Wrzesień | Październik | Listopad | Grudzień | Ogółem    |
| ---------------- | ------- | ------- | ------- | -------- | ------- | -------- | ------- | -------- | -------- | ----------- | -------- | -------- | --------- |
| Liczba pasażerów | 263 928 | 276 745 | 310 317 | 415 020  | 487 328 | 553 484  | 614 804 |          |          |             |          |          | 2 921 626 |

2024
| Miesiąc          | Styczeń | Luty    | Marzec  | Kwiecień | Maj     | Czerwiec | Lipiec  | Sierpień | Wrzesień | Październik | Listopad | Grudzień | Ogółem    |
| ---------------- | ------- | ------- | ------- | -------- | ------- | -------- | ------- | -------- | -------- | ----------- | -------- | -------- | --------- |
| Liczba pasażerów | 250 539 | 228 122 | 280 152 | 341 013  | 416 194 | 479 247  | 518 174 | 524 294  | 480 870  | 398 045     | 277 126  | 279 767  | 4 473 543 |

### Operacje lotnicze[28]
2024
| Miesiąc                    | Styczeń | Luty  | Marzec | Kwiecień | Maj   | Czerwiec | Lipiec | Sierpień | Wrzesień | Październik | Listopad | Grudzień | Ogółem |
| -------------------------- | ------- | ----- | ------ | -------- | ----- | -------- | ------ | -------- | -------- | ----------- | -------- | -------- | ------ |
| Liczba operacji lotniczych | 2 309   | 2 135 | 2 584  | 3 089    | 3 542 | 3 809    |        |          |          |             |          |          | 17 468 |

2023
| Miesiąc                    | Styczeń | Luty  | Marzec | Kwiecień | Maj   | Czerwiec | Lipiec | Sierpień | Wrzesień | Październik | Listopad | Grudzień | Ogółem |
| -------------------------- | ------- | ----- | ------ | -------- | ----- | -------- | ------ | -------- | -------- | ----------- | -------- | -------- | ------ |
| Liczba operacji lotniczych | 1 915   | 1 829 | 2 154  | 2 437    | 2 818 | 3 284    | 3 496  | 3 364    | 3 430    | 2 924       | 2 310    | 2 360    | 32 321 |